# Wilhelm Schneider-Clauß
Wilhelm Schneider-Clauß (* 29. Januar 1862 in Köln; † 7. November 1949 in Köln-Junkersdorf) war ein Autor Kölscher Mundart, Schulleiter und Präsident des Karnevalvereins Kölsche Funke rut-wieß vun 1823.

## Leben
Wilhelm Schneider-Clauss war der Sohn von Ludgerus Rüdiger Schneider, eines Schmiede- und Schlossermeisters aus Hermülheim und seiner Frau Katharina Segschneider aus Gymnich.
Nach seinem Abitur am Kölner Friedrich-Wilhelm-Gymnasium studierte er ab 1882 Medizin an der Universität Heidelberg. Seinen Wehrdienst leistete er beim Leibregiment des Königs von Bayern. Danach studierte er Philologie an der Universität Straßburg, bestand das Staatsexamen und schrieb eine Doktorarbeit über die Dichtung des Properz.
1888 leistete er ein Probejahr am Kaiser-Wilhelm-Gymnasium und übernahm 1889 als Schulleiter und Privatunternehmer die Rektoratsschule für Knaben mit Pensionat in Kerpen bei Köln. 1906 wurde er Oberlehrer am Städtischen Paritätischen Progymnasium in Eupen. 1907 wurde er zum Professor ernannt und kehrte 1913 zurück nach Köln, dort unterrichtete er bis 1927 als Studienrat am Lindenthaler Realgymnasium.
Bereits in den 1890er Jahren begann Wilhelm Schneider-Clauß als Schriftsteller tätig zu werden. Seine Werke umfassen sowohl zahlreiche mundartliche Theaterstücke, Erzählungen, Romane und Gedichte als auch einige Werke auf Hochdeutsch. Bei den Kölner-Blumenspielen gewann er 1902, 1903, 1904 und 1911 den Johannes-Fastenrath-Preis.
Nach dem Ersten Weltkrieg regte Wilhelm Schneider-Clauß an, dass zukünftig statt Berufsschauspielern Laien seine Stücke spielen sollten und gründete 1919 die Schneider-Clauß-Bühne.
Einen weiteren Beitrag zur Förderung der Kölschen Mundart leistete er als Präsident (1923/24 und 1930–1933) der Kölsche Funke rut-wieß vun 1823, dort unter dem Namen Rutsteff aktiv.
Als Wilhelm Schneider, geboren legte er sich als Schriftsteller das Pseudonym Dr. Wilhelm Clauß zu. Nachdem die Presse dies „aufgedeckt“ hatte, nannte er sich fortan Wilhelm Schneider-Clauß (dies sogar mit amtlicher Genehmigung 1921).
Seine Grabstätte befindet sich auf dem Friedhof Köln-Junkersdorf.

## Ehrungen
- In Köln sind zwei Straßen nach ihm benannt:
  - Schneider-Clauss-Straße in Nippes
  - Schneider-Clauss-Straße in Junkersdorf
- In Hürth-Hermülheim wurde ebenfalls eine Straße nach ihm benannt.
- 1909 Ehrenmitglied des Heimatverein Alt-Köln

## Werke
Erzählungen
- Us unse Lotterbovejohre
- Altfränsche Lück. Fünf ähnze Stöckelcher
- Husmannskoß. Lück un Levve us dem ale Kölle

Romane
- Alaaf Kölle. En Schelderei us großer Zick, Verlag: Hoursch & Bechstedt, Köln 1925

Volksschauspiel (Theaterstücke)
- Heimgefunge
- De Eierkönegin
- Unger der Krützblom (1913)
- D'r wirkliche Geheime... (1914)
- Et große Loß (1916)
- D'r Schudderhot (1919)
- Aachunveezig (1920)

Für das Hänneschen-Theater
- D’r Düxer Bock
- Wann ahl Schöre brenne

Gedichte
- Adam un Eva
- Ald widder op eneuts
- Der Ritter
- Do ha’mer der Rähn
- Et ale Kölle geiht zom Troor?
- Fastelovends-Leedche
- Jan un Griet
- November
- Ostereier
- Vill Glöcks!
- Wehr dich!
- Weiß de noch?
- Wo de Nut am grötsts…
- Der klögste Mann